# التهاب البلعوم
يشير التهاب البلعوم (بالإنجليزية: Pharyngitis)‏ إلى التهاب في الجزء الخلفي من الحلق، المُسمّى البلعوم. ويؤدي إلى ألم في الحلق وحمى. تشمل الأعراض الأخرى سيلان الأنف والسعال والصداع وصعوبة البلع وتورم العقد اللمفاوية وبحة في الصوت. تستمر الأعراض عادة 3-5 أيام. وتشمل المضاعفات المحتملة التهاب الجيوب الأنفية والتهاب الأذن الوسطى الحاد. يعد التهاب البلعوم نوعًا من عدوى الجهاز التنفسي العلوي.
تحدث معظم الحالات بسبب عدوى فيروسية. ويسبب التهاب الحلق بالعقديات، وهو عدوى جرثومية، 25% من الحالات عند الأطفال و10% عند البالغين. تشمل المسببات غير الشائعة الجراثيم الأخرى مثل المكورات البنية والفطريات والمُهيجات كالدخان والتحسسات والجزر المعدي المريئي. لا يُوصى بإجراء اختبارات نوعية عند من يبدون أعراض العدوى الفيروسية، كالزكام. وفي غير هذه الحالات، يوصى بإجراء اختبار المستضد السريع أو المسحة البلعومية. تشمل الحالات الأخرى التي تسبب أعراضًا شبيهة التهاب لسان المزمار والتهاب الغدة الدرقية والخراج خلف البلعوم، وأمراض القلب أحيانًا. يمكن استخدام مضادات الالتهاب غير الستيروئيدية، مثل إيبوبروفين، للمساعدة في تخفيف الألم. وتساعد الأدوية المخدرة، مثل الليدوكائين الموضعي. يُعالج التهاب الحلق بالعقديات بالمضادات الحيوية، مثل البنسلين أو الأموكسيسيلين. دور الستيروئيدات في التهاب البلعوم الحاد غير واضح، إلا في الحالات الشديدة، وأظهرت مراجعة حديثة نُشرت في 2020 أن استخدامها مع المضادات الحيوية حسّن الألم بشكل معتدل وسرّع التعافي.
يُصاب نحو 7.5% من الناس بالتهاب في الحلق مرة خلال 3 أشهر. ليست الإصابة مرتين أو ثلاث مرات خلال سنة واحدة أمرًا نادرًا. كان ذلك السبب في 15 مليون زيارة للأطباء في الولايات المتحدة في 2007. التهاب البلعوم هو السبب الأشيع لالتهاب الحلق.

## التشخيص
يصعُب التمييز بين التهاب البلعوم الفيروسي والجرثومي بالاعتماد على الأعراض وحدها. وتلزم المسحة البلعومية لاستبعاد السبب الجرثومي. 
يمكن استخدام معايير سينتور المُعدَلة لتحديد التدبير الملائم للمصابين بالتهاب البلعوم. يمكن التعرف إلى احتمال الإصابة بعدوى المكورات العقدية من خلال خمسة معايير سريرية.
تُعطى نقطة واحدة لكل معيار:
- غياب السعال
- تورم ومضض في العقد اللمفاوية الرقبية
- ارتفاع درجة الحرارة إلى أكثر من 38.0 درجة مئوية (100.4 درجة فهرنهايت)
- نضح اللوزتين أو تورمهما
- العمر دون 15 سنة (تُطرح نقطة إذا كان العمر أكثر من 44)

توصي الجمعية الأمريكية للأمراض المعدية بتجنب العلاج التجريبي وتنصح باستخدام المضادات الحيوية بعد إجراء اختبارات إيجابية حصرًا. لا حاجة إلى إجراء الاختبارات عند الأطفال دون الثالثة، إذ تندر الإصابة بالمجموعة إيه من العقديات أو بالحمى الرثوية عند هذه الفئة العمرية، إلا عند وجود شقيق أُصيب بالمرض.

## التدبير
العلاج عرضي في معظم الحالات. وتعطى العلاجات النوعية في الإصابات الجرثومية والفطرية والإصابة بالهربس البسيط.

### الأدوية
- يمكن أن تساعد الأدوية المسكنة للألم، مثل مضادات الالتهاب غير الستيروئيدية وأسيتامينوفين (باراسيتامول)، في تقليل الألم المرتبط بالتهاب الحلق. ويمكن استخدام الأسبرين عند البالغين، دون إعطائه للأطفال، بسبب احتمال الإصابة بمتلازمة راي.
- يمكن أن تكون الستيروئيدات (مثل ديكساميثازون) مفيدة في تدبير التهاب البلعوم الحاد، إلا أن استخدامها بشكل عام لا يحظى بالدعم.
- يخفف الليدوكائين اللزج الألم من خلال تخدير الأغشية المخاطية.[13]
- تكون المضادات الحيوية مفيدة في الإصابات الجرثومية. وليس للمضادات الحيوية أي تأثير في العدوى الفيروسية. في الولايات المتحدة، تُستخدم المضادات الحيوية عند 25% من المرضى قبل الكشف عن وجود عدوى جرثومية.
- المحاليل المخدِرة عن طريق الفم، ويكون العنصر الفعال فيها عادة الفينول، أو البنزوكايين، أو كلوريد سيتيل البيريدينيوم و/أو المنثول. كلوراسيبتيك وسيباكول مثالان على العلامات التجارية لهذه المحاليل.

### العلاجات البديلة
تُقترح الغرغرة بالماء المالح دون وجود دليل يدعم هذه الممارسة أو يفندها. يُروَج للأدوية البديلة لعلاج التهاب البلعوم دون أدلة داعمة.

## علم الأوبئة
التهاب البلعوم الحاد هو أكثر سبب شائع لالتهاب الحلق ويتم تشخيصه في أكثر من 1.9 مليون شخص سنويا في الولايات المتحدة.

## أنواع التهاب البلعوم
- التهاب بلعوم حاد.
- التهاب بلعوم مزمن.

## أسباب التهاب البلعوم
- فيروسي (Viral pharyngitis) وأشهر الفيروسات التي تصيب البلعوم:

1. فيروس الحمة الغدية(Adenovirus).
2. فيروس الانفلونزا (influenza).
3. فيروس الحلا البسيط (Herpes simplex).
4. فيروس الزكام (الرشح) -(Common cold).

- جرثومي (Bacterial pharyngitis) وخاصة نوع العقديات بيتا الحالة للدم زمرة (streptococcus Group A) ويمكن الإصابة بجراثيم العنقوديات (Streptococcal) وعصيات الديفتريا (Diphtheria).

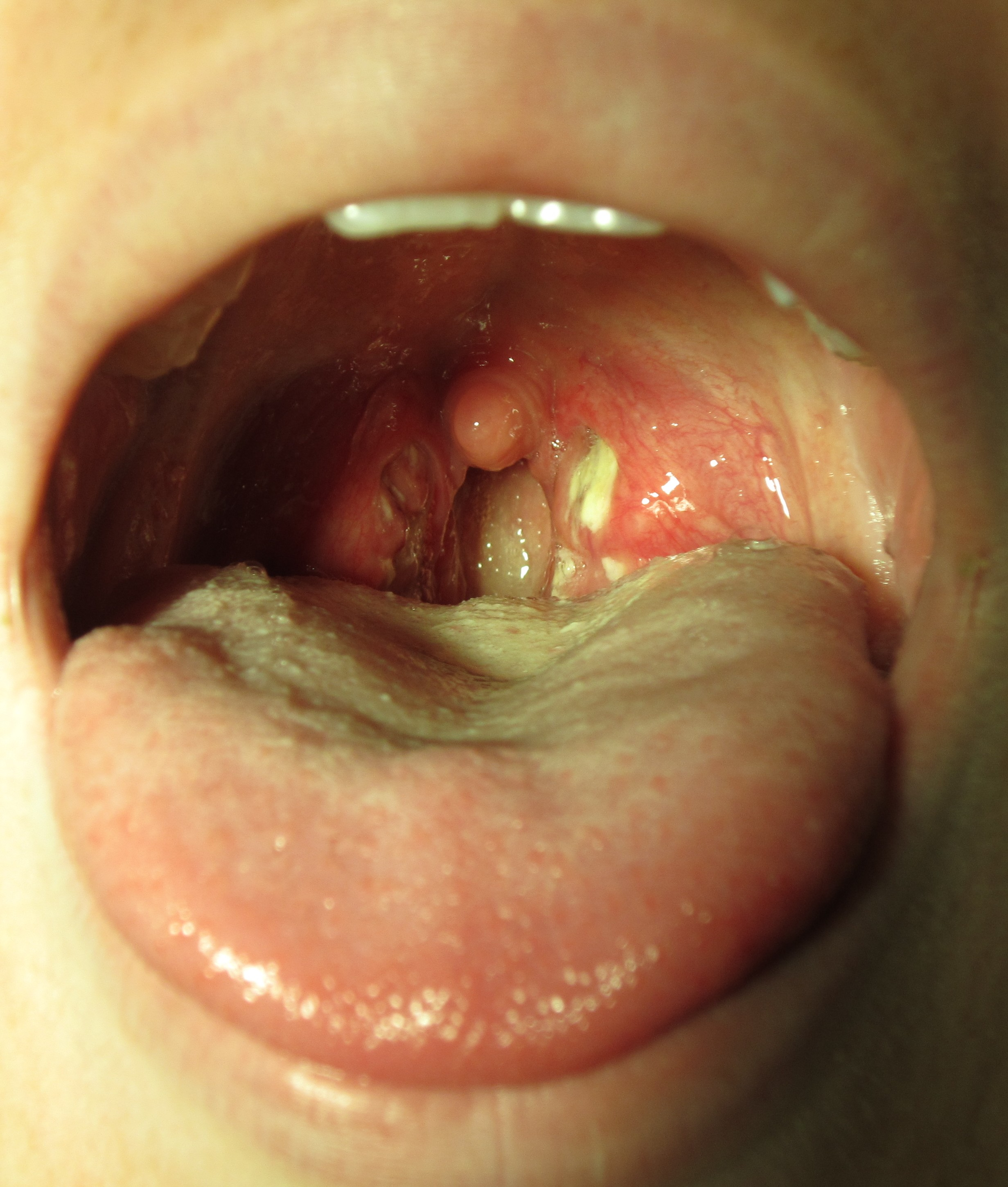
التهاب البلعوم-اختبار سلبي للجراثيم العقدية، ويفترض بالتالي المنشأ الفيروسي. لاحظ الافرازات بيضاء على اللوزتين والتي كثيراً ما تحدث أيضا مع العدوى الفيروسية

- تحسسي.

## أسباب التهاب البلعوم غير المعدي
يمكن أيضاً أن يكون سبب التهاب البلعوم تهيّج ميكانيكي، كيميائي أو حراري على سبيل المثال الهواء البارد أو حمض الجزر. بعض الأدوية قد تسبب التهاب البلعوم مثلاً براميبكسول pramipexole ومضادات الذهان antipsychotics.

## المعالجة
حسب السبب.
- المضادات الحيوية (الصادات).
- خافضات الحرارة.
- مضادات الاحتقان.
- مضادات الهيستامين.
- الغرغرة.